# Westergo
Westergo (Oudfries: Westergo; modern Fries: Westergoa) was een van de drie streken waarin de huidige provincie Friesland in vroegere tijd werd ingedeeld. Van oorsprong was het gebied een gouw van het Frankische Rijk, wat het woord -go aanduidt; later was Westergo ook een van de kwartieren van Friesland.

## Gouw
De Middelzee deelde de huidige provincie in tweeën. Zodoende was het westelijk deel Westergo, het oostelijk deel Oostergo en Zevenwouden lag in het zuiden en oosten tegen het huidige Flevoland en Drenthe aan. De kust van de westelijke gouw liep langs de plaatsen Berlikum, Beetgum, Marsum, Boksum en Jellum.
De indeling in gouwen dateert uit de tijd van Karel de Grote. In hoeverre Westergo als gouw al door Karel zelf is ingesteld is niet bekend. Het is zeker dat Westergo in de elfde eeuw als graafschap bestond. Er zijn munten teruggevonden welke geslagen zijn in Bolsward uit de periode dat Bruno II graaf van Westergo was. Dat duidt er ook op dat Bolsward oorspronkelijk de hoofdplaats van Westergo zal zijn geweest.

## Verwijzingen naar gemeentenaam
De naam Westergo wordt bij diverse fusiegemeentes in Friesland aangehaald, maar is niet verkozen als gemeentenaam:
- Actiegroep Súdwestergo maakte zich sterk om de naam van de fusiegemeente Súdwest-Fryslân om te dopen naar Súdwestergo, naar het historische Westergo.
- Per 1 januari 2018 is een nieuwe gemeente ontstaan in Noordwest-Friesland, welke als werknaam Westergo had, maar uiteindelijk is door de inwoners gekozen dat de naam Waadhoeke zal worden. De overige keuzes waren Franeker en Nij-Westergo.[1]